# 克索·赫波·科普
克索·赫波·科普（1982年4月10日—），越南女性政治家，嘉莱族。现任嘉莱省公安厅副厅长，越南人民公安中校。2016年至2021年任嘉莱省国会代表团第十四届越南国会代表，国会民族委员会委员。她是越南政治家克索福之女。